# Paróquia de Union
A Paróquia de Union é uma das 64 paróquias do estado americano da Luisiana. A sede da paróquia é Farmerville, e sua maior cidade é Farmerville. A paróquia possui uma área de 2 345 km² (dos quais 72 km² estão cobertas por água), uma população de 22 803 habitantes, e uma densidade populacional de 10 hab/km² (segundo o censo nacional de 2000). 